# Deutsche Fußballmeisterschaft 1907/08
Die sechste Deutsche Fußballmeisterschaft wurde vom 3. Mai bis zum 7. Juni 1908 ausgetragen. Die Meisterschaft sicherte sich Viktoria 89 Berlin im Finale in Tempelhof bei Berlin mit einem 3:1 gegen die Stuttgarter Kickers.
Als vorletzter der deutschen Regionalverbände hatte sich 1907 der Baltische Rasensport-Verband gegründet und in dieser Saison war als Meister der VfB Königsberg ermittelt worden. Damit war das gesamte Reichsgebiet nunmehr in acht Regionen eingeteilt; eine Einteilung die bis 1911 Bestand haben sollte.

## Teilnehmer

Szene aus dem Endspiel zwischen dem Berliner TuFC Viktoria 89 und dem FC Stuttgarter Kickers, das die Viktoria schließlich mit 3:1 für sich entscheiden konnte.

Teilnahmeberechtigt waren acht Mannschaften, zum ersten Mal nahm auch ein nordostdeutscher Vertreter an der Endrunde teil. Die Region Berlin-Brandenburg war wie im Vorjahr erneut nur mit einer Mannschaft vertreten. In einem Entscheidungsspiel zwischen den Meistern der beiden rivalisierenden Regionalverbände gewann Viktoria 89 Berlin (Verband Berliner Ballspielvereine) gegen den Berliner FC Norden-Nordwest (Märkischer Fußball-Bund) mit 4:3. Der neu gegründete dritte Berliner Fußballverband, der „Berliner Ballspiel-Bund“ erhielt keine Möglichkeit einen Vertreter zur Endrunde zu schicken.
| Verein                    | Qualifiziert als                                        |
| VfB Königsberg            | Meister des Baltischen Rasensport-Verbandes             |
| VfR 1897 Breslau          | Meister des Südostdeutschen Fußball-Verbandes           |
| Berliner TuFC Viktoria 89 | Meister des Verbandes Berliner Ballspielvereine         |
| Wacker Leipzig            | Meister des Verbandes Mitteldeutscher Ballspiel-Vereine |
| FC Eintracht von 1895     | Meister des Norddeutschen Fußball-Verbandes             |
| Duisburger SpV            | Meister des Westdeutschen Spiel-Verbandes               |
| Freiburger FC             | Titelverteidiger                                        |
| Stuttgarter Kickers       | Meister des Verbandes Süddeutscher Fußball-Vereine      |

## Viertelfinale
| Datum       |                              | Ergebnis   |                           | Stadion                                      |
| ----------- | ---------------------------- | ---------- | ------------------------- | -------------------------------------------- |
| 3. Mai 1908 | Freiburger FC                | annulliert | FC Stuttgarter Kickers    | Pforzheim, 1. FCP-Platz auf den Weiherwiesen |
| 3. Mai 1908 | VfR 1897 Breslau             | 1:3 (1:0)  | FC Wacker Leipzig         | Breslau, VfR-Platz an der Kürassierstraße    |
| 3. Mai 1908 | VfB Königsberg               | 0:7 (0:5)  | Berliner TuFC Viktoria 89 | Königsberg, Walter-Simon-Platz               |
| 3. Mai 1908 | FC Eintracht 95 Braunschweig | 0:1 (0:0)  | Duisburger SpV            | Hamburg, Sportplatz Hoheluft                 |

Das Spiel Freiburg gegen Stuttgart wurde vom DFB annulliert und neu angesetzt, da die Freiburger Spieler vorzeitig das Spielfeld verlassen wollten. Für dieses Verhalten bekamen sie zudem einen öffentlichen Verweis mit der Drohung, bei Wiederholung sofort disqualifiziert zu werden; der FFC musste zudem 100 Mark Strafe zahlen. Die Kickers hatten wegen fehlerhafter Schiedsrichter-Entscheidungen protestiert. Aus sportlicher Sicht hatte Freiburg das Spiel durch ein von Stöhrmann in der 64. Minute erzieltes Tor mit 1:0 gewonnen.
Breslau führte zur Halbzeit durch einen in der 38. Minute durch Fritz Langner verwandelten Strafstoß mit 1:0. In der 62. Minute gelang Alexander Palm der Ausgleich, danach drehte Leipzig das Spiel durch weitere Tore von Kurt Gräfner in der 72. Minute und Otto Reislant fünf Minuten später.
Die erstmals an der nationalen Endrunde teilnehmenden Königsberger waren chancenlos. Bereits zur Halbzeit führten die Berliner mit 5:0, die ersten vier Tore erzielten zweimal Willi Worpitzky, Helmut Röpnack und Otto Dumke. Die weiteren Torschützen sind nicht bekannt.
Duisburg gewann das Spiel durch ein Tor von Willi van der Weppen in der zweiten Halbzeit. Die größte Chance der Braunschweiger vereitelte Gottfried Hinze (DFB-Präsident seit 1905) im Tor der Duisburger, als er einen Strafstoß von Erich Mues hielt.

### Wiederholungsspiel
| Datum        |               | Ergebnis  |                        | Stadion                                       |
| ------------ | ------------- | --------- | ---------------------- | --------------------------------------------- |
| 17. Mai 1908 | Freiburger FC | 2:5 (1:4) | FC Stuttgarter Kickers | Karlsruhe, KFV-Platz an der Telegrafenkaserne |

Die Freiburger vertrauten auf die gleichen elf Spieler und gingen in der 24. Minute durch August Falschlunger in Führung, doch bereits drei Minuten später konnten die Stuttgarter ausgleichen und erzielten innerhalb von zehn Minuten vier Tore – zweimal Ingo Hanselmann und je einmal Julius Megner und Rudolf Ahorn. Karl Reich verschoss in der 43. Minute sogar einen Elfmeter. Nach der Halbzeit verkürzte der Freiburger Gibbs in der 53. Minute auf 2:4, ehe Eugen Merkle drei Minuten vor Ende noch das 2:5 erzielte.

## Halbfinale
| Datum        |                        | Ergebnis  |                           | Stadion                                       |
| ------------ | ---------------------- | --------- | ------------------------- | --------------------------------------------- |
| 17. Mai 1908 | FC Wacker Leipzig      | 0:4 (0:2) | Berliner TuFC Viktoria 89 | Magdeburg, Viktoria-Platz                     |
| 24. Mai 1908 | FC Stuttgarter Kickers | 5:1 (2:0) | Duisburger SpV            | Frankfurt am Main, Hermannia-Platz im Ostpark |

Im Halbfinale verloren die Leipziger deutlich mit 0:4. Die Berliner erzielten in der ersten Halbzeit zwei Tore durch ihren Stürmer Willi Worpitzky in der 10. und 35. Minute. In der letzten Viertelstunde erhöhten Otto Dumke in der 75. Minute und Helmut Röpnack drei Minuten später zum Endstand.
In Frankfurt regnete es in Strömen und der Platz stand unter Wasser. Die Duisburger konnten den Angriffen der Schwaben nur eine halbe Stunde standhalten. Danach erzielten die Stuttgarter Ingo Hanselmann und Karl Reich die 2:0 Pausenführung. Ab der 62. Minute erhöhten Schmitt und zweimal Rudolf Ahorn auf 5:0, ehe der DSV per Eigentor durch Gustav Unfried in der 85. Minute noch zum Anschlusstreffer kam.

## Finale
| Berliner TuFC Viktoria 89 | Berliner TuFC Viktoria 89 | FC Stuttgarter Kickers | FC Stuttgarter Kickers |
| --- | --- | --- | ---------------------- |
| Berliner TuFC Viktoria 89 | \| Sonntag, 7. Juni 1908 in Tempelhof bei Berlin (Germania-Platz) \| \| Ergebnis: 3:1 (1:0) \| \| Zuschauer: 4.000 \| \| Schiedsrichter: Otto Götzel (Hamburg) 00000Spielbericht Während die Berliner Viktoria in Bestbesetzung antreten konnte, fehlten bei den Stuttgartern die Spieler Otto Löble (keine Freistellung vom Militär) und Karl Reich (verletzt). Diese Schwächung konnten die Schwaben nicht wettmachen, zumal sich ihr Torwart Hermann Bürkle einige Fehler erlaubte. Dazu erwies sich die Berliner Läuferreihe mit Willi Knesebeck und Paul Hunder als routinierter. Obwohl bereits in der 6. Minuten das 1:0 durch Willi Worpitzky fiel, wurde das Spiel erst in der Schlussphase entschieden. Nach dem zweiten Berliner Tor wiederum durch Willi Worpitzky nach 84 Minuten konnten die Stuttgarter zwei Minuten später nochmal auf 2:1 verkürzen. Die endgültige Entscheidung gelang Helmut Röpnack in der 89. Minute. So gewann die Berliner Viktoria zum ersten Mal die Deutsche Meisterschaft. \| | \| Sonntag, 7. Juni 1908 in Tempelhof bei Berlin (Germania-Platz) \| \| Ergebnis: 3:1 (1:0) \| \| Zuschauer: 4.000 \| \| Schiedsrichter: Otto Götzel (Hamburg) 00000Spielbericht Während die Berliner Viktoria in Bestbesetzung antreten konnte, fehlten bei den Stuttgartern die Spieler Otto Löble (keine Freistellung vom Militär) und Karl Reich (verletzt). Diese Schwächung konnten die Schwaben nicht wettmachen, zumal sich ihr Torwart Hermann Bürkle einige Fehler erlaubte. Dazu erwies sich die Berliner Läuferreihe mit Willi Knesebeck und Paul Hunder als routinierter. Obwohl bereits in der 6. Minuten das 1:0 durch Willi Worpitzky fiel, wurde das Spiel erst in der Schlussphase entschieden. Nach dem zweiten Berliner Tor wiederum durch Willi Worpitzky nach 84 Minuten konnten die Stuttgarter zwei Minuten später nochmal auf 2:1 verkürzen. Die endgültige Entscheidung gelang Helmut Röpnack in der 89. Minute. So gewann die Berliner Viktoria zum ersten Mal die Deutsche Meisterschaft. \| | FC Stuttgarter Kickers |
| Berliner TuFC Viktoria 89 | Paul Scranowitz – Willi Hahn, Paul Fischer – Willi Moeck, Willi Knesebeck, Paul Hunder – Otto Pauke, Otto Dumke, Willi Worpitzky, Helmut Röpnack, Reinhold Bock | Hermann Bürkle – Paul Kühnle , Carl Breitmeyer – Hans Krebs, Gustav Unfried, Richard Rüdinger – Eugen Merkle, Schmitt, Rudolf Ahorn, Ingo Hanselmann, Julius Megner | FC Stuttgarter Kickers |
| Berliner TuFC Viktoria 89 | 1:0 Worpitzky (6.) 2:0 Worpitzky (84.) 3:1 Röpnack (89.) | 2:1 Ahorn (86.) | FC Stuttgarter Kickers |
| Sonntag, 7. Juni 1908 in Tempelhof bei Berlin (Germania-Platz) | | |                        |
| Ergebnis: 3:1 (1:0) | | |                        |
| Zuschauer: 4.000 | | |                        |
| Schiedsrichter: Otto Götzel (Hamburg) 00000Spielbericht Während die Berliner Viktoria in Bestbesetzung antreten konnte, fehlten bei den Stuttgartern die Spieler Otto Löble (keine Freistellung vom Militär) und Karl Reich (verletzt). Diese Schwächung konnten die Schwaben nicht wettmachen, zumal sich ihr Torwart Hermann Bürkle einige Fehler erlaubte. Dazu erwies sich die Berliner Läuferreihe mit Willi Knesebeck und Paul Hunder als routinierter. Obwohl bereits in der 6. Minuten das 1:0 durch Willi Worpitzky fiel, wurde das Spiel erst in der Schlussphase entschieden. Nach dem zweiten Berliner Tor wiederum durch Willi Worpitzky nach 84 Minuten konnten die Stuttgarter zwei Minuten später nochmal auf 2:1 verkürzen. Die endgültige Entscheidung gelang Helmut Röpnack in der 89. Minute. So gewann die Berliner Viktoria zum ersten Mal die Deutsche Meisterschaft. | | |                        |

## Die Meistermannschaft des Berliner TuFC Viktoria 1889
Nachfolgend ist die Meistermannschaft mit Einsätzen und Toren der Spieler angegeben.
| Berliner TuFC Viktoria 1889 | |
|                             | - Tor: Paul Scranowitz (3/-) - Abwehr: Paul Fischer (3/-), Willi Hahn (3/-) - Mittelfeld: Paul Hunder (3/-), Willi Knesebeck (3/-), Willi Moeck (3/-) - Sturm: Reinhold Bock (3/-), Otto Dumke (3/2), Otto Pauke (3/-), Helmut Röpnack (3/3), Willi Worpitzky (3/6) - Trainer: – |

## Torschützenliste
Hinzu kommen drei unbekannte Torschützen von Viktoria Berlin.
| Spieler | Spieler              | Verein                    | Spiele | Tore |
| ------- | -------------------- | ------------------------- | ------ | ---- |
| 1.      | Willi Worpitzky      | Berliner TuFC Viktoria 89 | 3      | 6    |
| 2.      | Rudolf Ahorn         | FC Stuttgarter Kickers    | 4      | 4    |
| 3.      | Ingo Hanselmann      | FC Stuttgarter Kickers    | 3      | 3    |
| 3.      | Helmut Röpnack       | Berliner TuFC Viktoria 89 | 3      | 3    |
| 5.      | Otto Dumke           | Berliner TuFC Viktoria 89 | 3      | 2    |
| 6.      | Fritz Langner        | VfR 1897 Breslau          | 1      | 1    |
| 7.      | August Falschlunger  | Freiburger FC             | 2      | 1    |
| 7.      | Gibbs                | Freiburger FC             | 2      | 1    |
| 7.      | Kurt Gräfner         | FC Wacker Leipzig         | 2      | 1    |
| 7.      | Alexander Palm       | FC Wacker Leipzig         | 2      | 1    |
| 7.      | Otto Reislant        | FC Wacker Leipzig         | 2      | 1    |
| 7.      | Stöhrmann            | Freiburger FC             | 2      | 1    |
| 7.      | Willi van der Weppen | Duisburger SpV            | 2      | 1    |
| 14.     | Karl Reich           | FC Stuttgarter Kickers    | 3      | 1    |
| 15.     | Julius Megner        | FC Stuttgarter Kickers    | 4      | 1    |
| 15.     | Eugen Merkle         | FC Stuttgarter Kickers    | 4      | 1    |
| 15.     | Schmitt              | FC Stuttgarter Kickers    | 4      | 1    |